# مارتين بيرالتا
مارتين بيرالتا (بالإسبانية: Martín Peralta)‏ هو لاعب كرة قدم أرجنتيني في مركز الهجوم، ولد في 8 أبريل 1997 في سان ميغيل دي توكومان في الأرجنتين. لعب مع أتليتيكو توكومان.

## وصلات خارجية
- مارتين بيرالتا على موقع قاعدة بيانات كرة القدم.إي يو (الإنجليزية)
- مارتين بيرالتا على موقع Soccerway.com (الإنجليزية)